# Amt Sinzenich
Das Amt Sinzenich war ein Amt im Kreis Euskirchen in der preußischen Rheinprovinz und in Nordrhein-Westfalen. Es ging aus der Bürgermeisterei Sinzenich hervor. Das Gebiet des Amtes gehört heute zur Stadt Zülpich im Kreis Euskirchen.

## Bürgermeisterei Sinzenich
Das Gebiet des späteren Amtes gehörte bis zur Franzosenzeit zum Herzogtum Jülich. Von 1798 bis 1814 standen alle linksrheinischen Gebiete unter französischer Herrschaft. Während dieser Zeit wurden nach französischem Vorbild die Mairie Sinzenich eingerichtet, die zum Kanton Zülpich im Arrondissement Köln des Rur-Departements gehörte. Nachdem das Rheinland 1814 an Preußen gefallen war, wurden aus den Mairie Sinzenich die preußische Bürgermeisterei Sinzenich, die 1816 zum neuen Kreis Lechenich kamen, aus dem 1827 der Kreis Euskirchen wurde.
Die Bürgermeisterei Sinzenich umfasste zunächst die vier Landgemeinden Hoven-Floren, Langendorf, Merzenich und Sinzenich. Am 1. August 1922 schied Hoven-Floren aus der Bürgermeisterei aus und wurde in die Stadt Zülpich eingemeindet.

## Amt
Am Ende des Jahres 1927 wurde die Bezeichnung aller rheinischen Landbürgermeistereien in „Amt“ geändert. Aus der Bürgermeisterei Sinzenich wurde so das Amt Sinzenich, das drei Gemeinden umfasste:
- Langendorf
- Merzenich
- Sinzenich

Das Amt Sinzenich wurde am 1. Juli 1969 durch das Gesetz zur Neugliederung des Landkreises Euskirchen aufgelöst. Seine drei Gemeinden wurden in die Stadt Zülpich eingegliedert.

## Einwohnerentwicklung
| Jahr | Einwohner | Quelle |
| ---- | --------- | ------ |
| 1843 | 1280      | [ 3 ]  |
| 1871 | 1556      | [ 4 ]  |
| 1885 | 1659      | [ 5 ]  |
| 1910 | 2077      | [ 6 ]  |
| 1925 | 1141      | [ 7 ]  |
| 1939 | 1198      | [ 8 ]  |
| 1950 | 1496      | [ 9 ]  |
| 1961 | 1403      | [ 9 ]  |

Das Amt wurde 1922 verkleinert.